# Rekord
Der Ausdruck Rekord (von lateinisch recordor 
„sich erinnern, beherzigen“) bezeichnet einen quantifizierten Wert einer Leistung, eines Gegenstandes oder eines Ereignisses, der die entsprechenden Werte sämtlicher vergleichbarer Leistungen, Gegenstände oder Ereignisse übertrifft.
Rekorde wurden bereits in der griechischen Antike aufgestellt. Es wurde gezeigt, dass man der Erste war, der eine bestimmte Leistung erbracht hatte. Rekorde wurden auf Gedächtnissteinen (bei den Römern auch auf Grabsteinen) aufgeschrieben. Rekorde gab es im Mittelalter in Japan, wo die Reissackträger Wettkämpfe austrugen, um die größte Leistungsfähigkeit (und damit den höchsten Stundenlohn) unter Beweis zu stellen. Die Rekordlisten wurden in Klöstern für alle sichtbar ausgestellt.
Der Weltrekord im 100-Meter-Lauf beispielsweise ist die kürzeste Zeit, in der jemals ein Läufer nachweislich diese Strecke zurückgelegt hat. Neben Weltrekorden gibt es auch Rekorde, die in einem bestimmten Gebiet (z. B. Europarekorde, deutsche Rekorde oder Hallenrekorde) oder bei einer bestimmten Veranstaltung (z. B. olympische Rekorde) aufgestellt worden sind. Mit Bahnrekord wird die beste jemals erreichte Leistung in einer sportlichen Disziplin auf der jeweiligen Kampfbahn bzw. Wettbewerbsanlage bezeichnet. Im Boxen und in anderen Kampfsportarten wird (seit der Antike) der Begriff (häufig als Kampfrekord) zur summarischen Aufzählung aller Ergebnisse – beispielsweise Siege durch K. o., Punktsiege, aber auch Niederlagen – eines Sportlers gebraucht.
Menschen, die besondere Rekorde anstreben, werden in der Psychologie als Rekordjäger beschrieben.
Spitzenleistungen eines Leichtathletik-Meetings werden als Meet oder Meeting Record (kurz: MR) bezeichnet.